# イングラムM6
イングラムM6（Ingram Model 6）は、アメリカ合衆国で設計された短機関銃である。ゴードン・イングラム技師が設計し、1949年から1952年にかけて、ポリス・オードナンス社（Police Ordnance Company, POC）によって15,000～20,000挺が生産された。キューバ海軍、ペルー陸軍などに売却されたほか、アメリカ国内の警察機関や刑務所でも採用されている。ペルーではライセンス生産も行われた。

## 歴史
短機関銃は、第二次世界大戦を通じて世界的に普及した銃器の1つであり、先進的かつ将来性のある分野として、戦時中から銃器設計者らの注目を集めていた。しかし、終戦後に放出された軍余剰品が市場に溢れたため、短機関銃の設計競争は苛烈を極め、性能やコスト面などで優れた一部を除き、無数の設計案が淘汰されていった。復員兵として帰国したイングラムが警察向け短機関銃の設計に着手したのはこの時期だった。
1946年、イングラムはM5と称する短機関銃を設計した。これは当時、軍部がM3短機関銃の後継装備、すなわちM4短機関銃の模索を行っていたことを踏まえ、それに次ぐ製品という意味合いでなされた命名であった。M5短機関銃はチューブ型のレシーバーに3点の可動パーツ（トリガー、シアー、ボルト）を組み合わせたシンプルかつ軽量な設計だった。M5はイングラムが勤務していたライトニング・アームズ社（Lightning Arms Co.）のカタログにライトニングM5という製品名で掲載されたものの、市場の関心を集めることはなかった。
1949年、イングラムは3人の友人と共にPOC社を設立、新たに設計したM6短機関銃を発表した。当時設計された他のアメリカ製短機関銃と同様、M6には木製フォアグリップや放熱フィン付き銃身など、トンプソン・サブマシンガンの影響が色濃く反映されていた。一方、基本設計はM5から引き継がれており、トンプソンより非常にシンプルだった。同年、カリフォルニア州警察幹部会議にてデモンストレーションが行われ、その後に一定数が購入されている。
アメリカ国内で数千丁が販売されたほか、ペルーによる輸入および国産化も行われた。1951年にペルー向けの輸出が初めて行われ、1952年にはイングラム自らがペルーへ赴き、ミリタリー・モデルのライセンス生産を開始させた。アメリカ国内では警察や刑務所で採用されたほか、国外ではペルー陸軍やキューバ海軍によって採用された。アメリカ海兵隊でも試験が行われたが、採用には至らなかった。

### ペルー
新たな顧客を模索していたPOC社は、セールスマンのR・B・モーテン（R.B. Morten）をペルーへと派遣した。モーテンは国立サンマルコス大学の卒業生で、ペルーの政財界とのパイプを持っていた。ペルー政府および軍部はM6の国産化に意欲的で、1951年に結ばれた契約では最初の500丁をPOC社が納品し、その後にカヤオのファブリカ・デ・アルマス・ロス・アンデス社（Fabrica de Armas Los Andes S.A.）にて1,500丁が製造されることとされていた。この際、POC社はペルー国内での製造に必要な設備類の輸入、およびそれらを扱う労働者への教育にも責任を負った。国産化するモデルについて、国家警察は9x19mm弾仕様のモデルを要望していたものの、最終的に軍部の見解が優先され、ミリタリー・モデルに小改造を加えた.45ACP弾仕様のモデルが選ばれた。製造契約によれば、銃本体に加えて30連発弾倉1つ、織布製スリング1つ、銃剣1つが付属した状態で納品された。
1ユニットあたりの価格について、アメリカでの製造分は100ドル、カヤオでの製造分は1,000ペルー・ソールとされた。契約後すぐ、1,500,000ソールが期限12ヶ月の取消不能信用状と共にペルーの銀行に預けられた。支払いは3分の1ずつに分け、輸出された製造設備の到着した時点、それから120日以内に製造が始まり750丁がカヤオで製造された時点、そしてさらに750丁が製造され契約が完了した時点の3つのポイントで行われることとされていた。工場の生産能力は1ヶ月あたり少なくとも1,000丁となることが求められたほか、弾薬工場の新設も予定されていた。ペルー政府は国産M6を直接隣接する国（エクアドル、コロンビア、ブラジル、ボリビア、チリ）以外の外国に輸出する権利を有した。また、工場や関係施設の警備についてはペルー政府が責任を負った。
一連の契約を結ぶために、イングラム自身もペルーを訪れている。しかし、アメリカ製造分の納品後、次々と問題が起こった。例えば、輸出された製造設備類の中には、イングラムの注文には合致しない、管理・整備が煩雑なものが含まれていた。さらにモーテンのペルー人パートナーは、契約には含まれていなかった販売手数料5,000ドルを突然請求し始めた。この販売手数料を巡る裁判ではPOC社側に有利な判決が下されたが、敗訴したペルー人が当局に働きかけ、POC社とペルー政府の関係が悪化した。そしてペルー側から給与を支払わない旨の手紙を受け取ったイングラムは、この事業からの撤退を決断した。そのため、事前契約にあった最後の3分の1の支払いは行われなかった。最終的に8,000丁ほどのM6がペルー国内で製造された。

## 設計

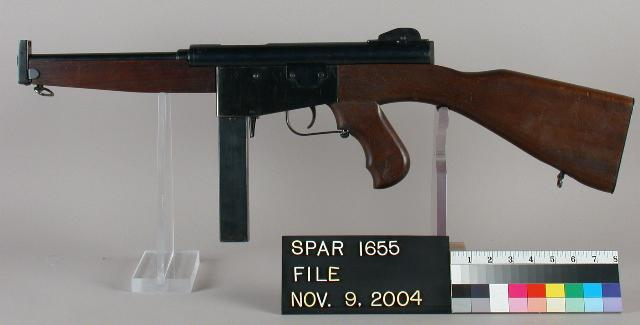
ミリタリー・モデル（ペルー製）

イングラムM6の外見はトンプソン・サブマシンガンに類似しているが、これはアメリカ合衆国の法執行機関向けにトンプソンの安価な代用品として販売することを意図していたためである。トンプソンと同様の.45ACP弾仕様のほか、9x19mmパラベラム弾や.38スーパー弾を使用するモデルもあり、いずれも装弾は30発の箱型弾倉によって行われた。
元々はフルオート射撃のみ可能だった。後に引き金を二段式にして、軽く引けばセミオート、さらに深く引けばフルオートでの射撃を行える機能が追加された。この部分の設計については、M6シリーズにおいて唯一特許申請が行われていた。しかし、申請手続中の1952年にPOC社が倒産したため、M6シリーズについては一切の特許取得が叶わなかった。
M6には軍用を想定した「ミリタリー」および警察用を想定した「ポリス」という2種類の基本モデルがあった。ミリタリー・モデルは木製のハンドガードおよびガード付照門を備え、また着剣装置によって専用のスパイク型銃剣を取り付けることができる。ポリス・モデルではM1以前のトンプソンに酷似した木製フォアグリップと放熱フィン付の銃身を備えていた。

### 派生型
1952年、イングラムがPOC社を離れ、間もなくして同社は倒産した。この直後、イングラムはM6を発展させたM7を発表している。M7はクローズドボルト機構と独立した射撃モードセレクターを備え、法執行機関向け短機関銃として宣伝が図られたものの、売上は芳しいものではなかった。国内の短機関銃市場に見切りをつけたイングラムは、外国政府向けの売り込みを始めた。1954年、イングラムはタイに赴き、同国政府向けの短機関銃としてM8を発表した。これはM6を元に、開口部のカバーや安全装置の改良を加えたモデルだった。イングラムは数年間タイで過ごし、M8の設計と売り込みを図っていたにもかかわらず、最終的にはポリス・モデルとミリタリー・モデルを1丁ずつ試作したのみで、採用には至らなかった。アメリカへの帰国後、M8に伸縮式銃床を取り付けたM9を設計したものの、これもわずか1丁の試作品が製造されたのみだった。